# 中華人民共和国文化観光部

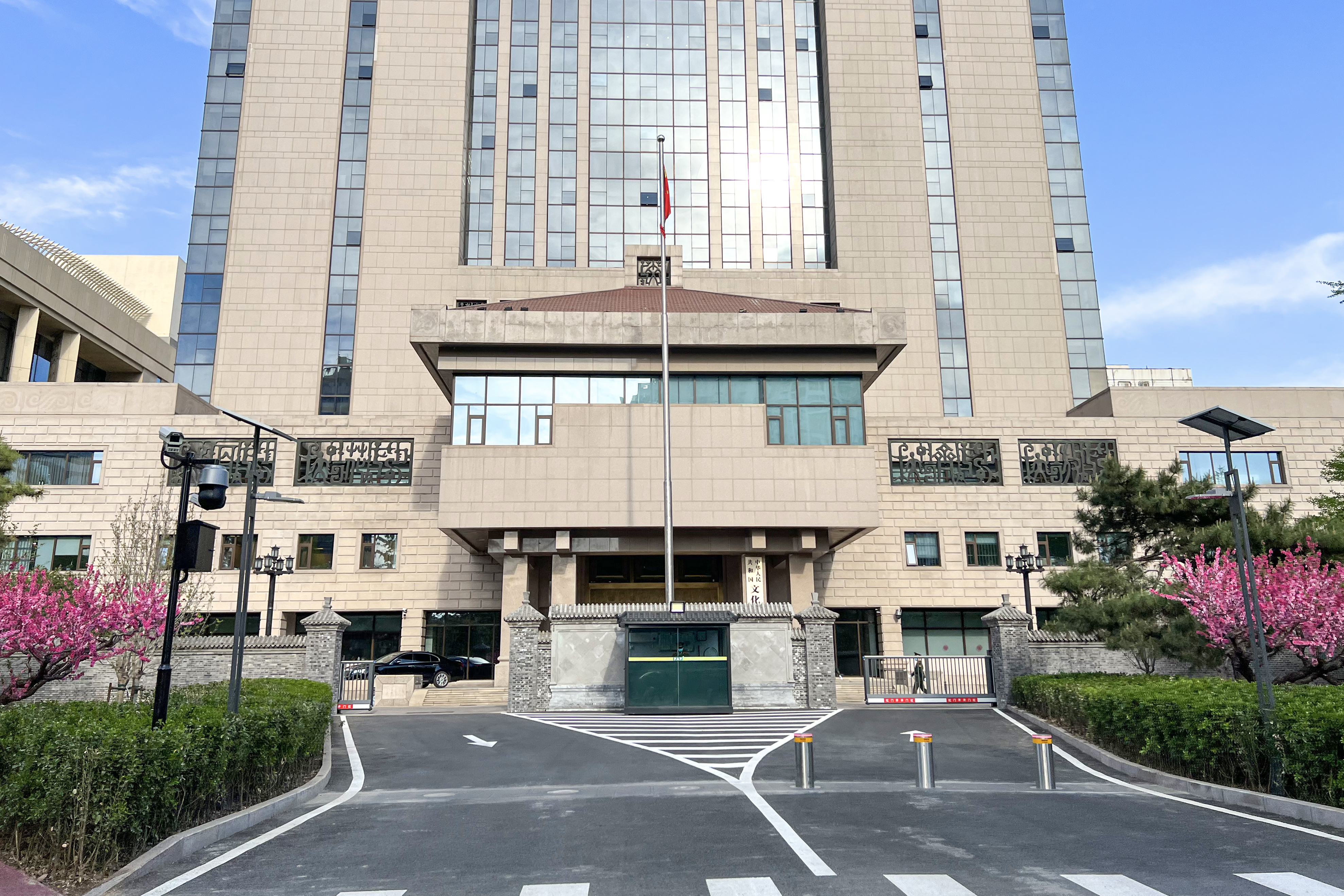
文化観光部

中華人民共和国文化観光部（ちゅうかじんみんきょうわこくぶんかかんこうぶ、中国語: 中华人民共和国文化和旅游部）は、中華人民共和国国務院に属する行政部門。文化事業と観光事業を管轄する。
文化観光部は主に、中国共産党の宣伝・文化活動政策の実施、文化・観光労働政策の研究と策定、文化事業や文化産業ならびに観光産業の発展、文化福祉プロジェクトの実施、文化資源の調査と組織化、文化発掘保護、様々な文化関連市場の市場秩序の維持、国際文化交流の強化、中国文化輸出などのための総合計画の策定を担当している。
本部は北京市朝陽区にある。第13期全国人民代表大会の国務院機構改革案により、2018年3月19日に文化部と国家観光局を統合して発足した。

## 訪中外国人の数
| 順位 | 国籍           | 人数    |
| ---- | -------------- | ------- |
| 1位  | 大韓民国       | 444万人 |
| 2位  | 日本           | 249万人 |
| 3位  | アメリカ合衆国 | 208万人 |